# Clossiana postdia
Clossiana postdia är en fjärilsart som beskrevs av Ruggero Verity 1933. Clossiana postdia ingår i släktet Clossiana och familjen praktfjärilar. Inga underarter finns listade i Catalogue of Life.